# 유경 (곡량안후)
유경(劉敬, ? ~ ?)은 전한 후기의 제후로, 평간경왕의 아들이다.

## 행적
원강 3년(기원전 65년), 곡량후(曲梁侯)에 봉해졌다. 시호를 안이라 하였고, 작위는 아들 유시광이 이었다.

## 출전
- 반고, 《한서》 권15하 왕자후표 下

| 선대 (첫 봉건) | 전한의 곡량후 기원전 65년 7월 임자일 ~ ? | 후대 아들 곡량절후 유시광 |